# محسن الجواهري
محسن شريف عبد الحسين الجواهري (1878 - 1936) عالم مسلم شيعي ولغوي وشاعر عراقي. ولد في النجف، ونشأ بها نشأة عالية، ودرس الفقه والأصول على مجموعة من أعلام عصره. وقام برحلات واسعة ضمنها منظومته الدرر الحسان ، واستقر في مركز الدروق (الفلاحية) حيث عكف على التدوين والتأليف والنظم. توفي في البصرة وهو في طريقه من الأهواز إلى النجف. له ديوان شعر كبير ومجموعات الأراجيز وشروح. من مؤلفاته شرح نهج البلاغة والرّد على ابن أبي الحديد.

## سيرته
ولد محسن بن شريف بن عبد الحسين بن محمد حسن النجفي الجواهري في مدينة النجف سنة 1878م/ 1296 هـ. نشأ في بيت علم، فقرأ على أبيه المقدمات، ثم درس الفقه الجعفري والأصول والشرع على مجموعة من أعلام عصره. عمل بالتدريس والتصنيف، والنظر في أمور الناس وحل دعاواهم ومشاكلهم. غادر النجف لما تحمل من ديون، فقصد البحرين مدة، ثم عربستان. قام برحلات واسعة ضمنها منظومته الدرر الحسان، واستقر في مركز الدورق (الفلاحية) في عربستان حيث عكف على التدوين والتأليف والنظم، غير أنه اضطر إلى مغادرتها حين شبّت بها فتن وحروب قبلية.

كانت له مواقف وطنية ضد الاستعمار الإنجليزي في عربستان إبان الحرب العالمية الأولى.

توفي في مدينة البصرة سنة 1936 م/ 1355 هـ.

## شعره
ذكره عبد العزيز البابطين في معجمه وقال «شعره في قصائد طويلة ومتوسطة الطول، تتنوع بين المدح، والغزل، والوصف، والحكمة، والتخميس والتشطير، والتذييل، والإخوانيات التي تتضمن كثيرًا من الدعابة. في شعره نزعة إيمانية تتبدى من خلال مخاطبة النفس وزجرها عن الهوى، والالتزام بما هو صحيح، وتذكر الموت والعاقبة في كل حال، والحكمة التي لا تخلو منها قصيدة من قصائده. له أراجيز وأنظام في فنون كثيرة، لا تخلو من طرافة.»

## مؤلفاته
له مجموعة من الأراجيز - مخطوطة، وعدة منظومات، جميعها مخطوط، هي:
- منظومة في المواريث وشرحها
- منظومة في علم الكلام،
- منظومة الدرر الحسان في معرفة أنباء أبناء الزمان،
- منظومة في التجويد وشرحها.

له عدة شروح ومؤلفات، منها:
- الفرائد الغوالي في شرح شواهد الأمالي للسيد المرتضى، 1967
- تقديم وشرح ديوان ابن الخياط الدمشقي، 1924
- شرح منظومة الحجة في الإمامة
- شرح نجاة العباد - مخطوط،
- تعليقة على كفاية الأصول - مخطوط.
- شرح نهج البلاغة
- الرّد على ابن أبي الحديد.